# Elobey Grande
Elobey Grande es una isla de Guinea Ecuatorial. Se encuentra a media distancia de la isla de Corisco y el estuario del río Muni, en la bahía de Corisco. Posee una superficie estimada en 227 hectáreas equivalente a 2.27 km². Está casi deshabitada. 

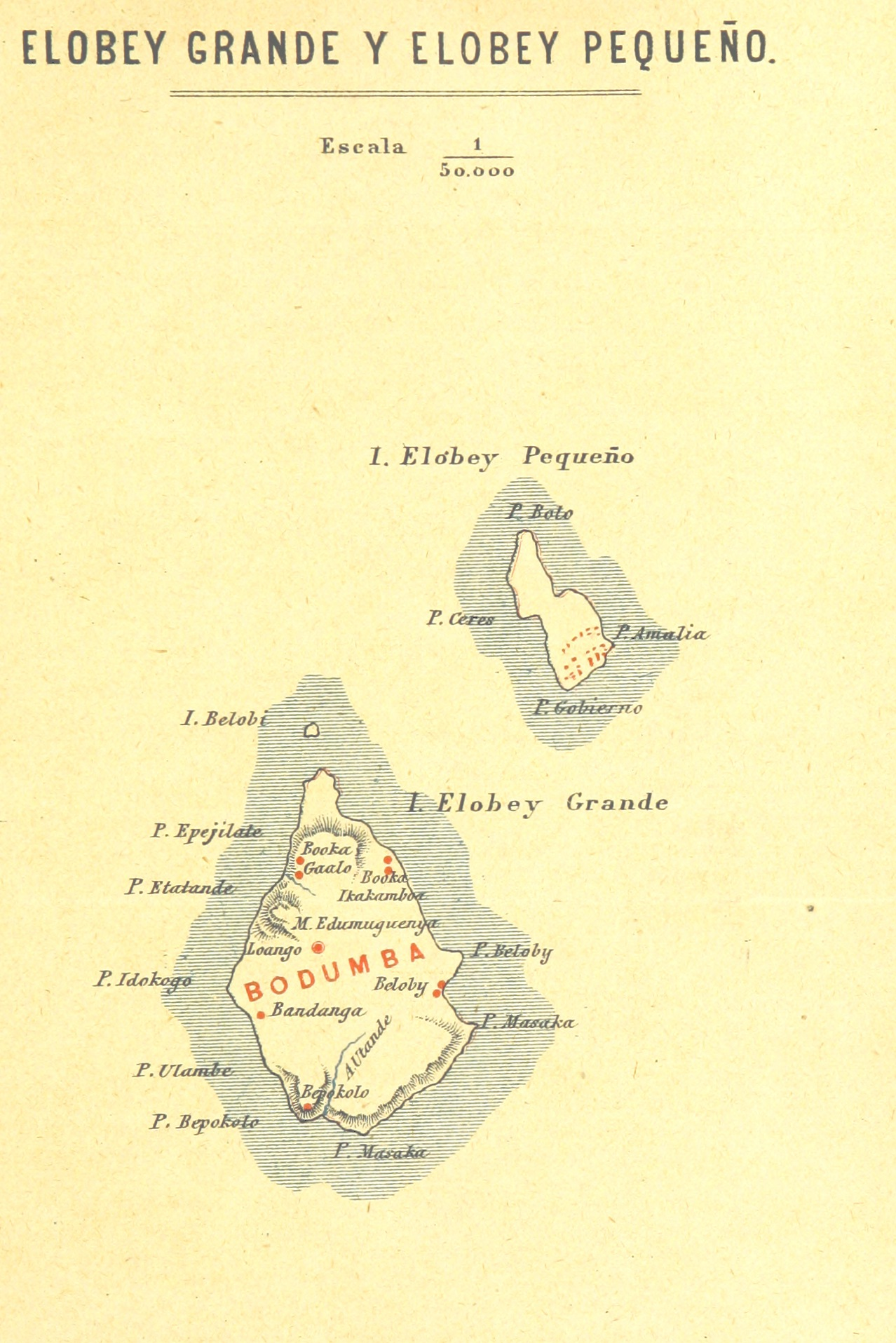
Mapa de las dos islas Elobey en 1887.

Esta área insular pertenece al municipio de Corisco dentro de la provincia de Litoral, a pesar de su tamaño tiene importancia para este país por la generación de mar territorial, y constituye un frontera natural con el vecino Gabón.
Su punto más alto no excede los 80 metros, al norte de esta isla se encuentra el pequeño islote de Belobi, al noreste está ubicada Elobey Chico.